# Spasmophilie
Ne doit pas être confondu avec Hémophilie, Psalmodie, Fibromyalgie ou Hystérie.
La spasmophilie, ou syndrome d'hyperventilation, ou  tétanie latente,,, ou cryptotétanie (cryptotetany,), ou central neuronal hyper excitability syndrome,(NHS), ou tétanie chronique constitutionnelle,,, est un syndrome regroupant un ensemble de symptômes liés à un état d'hyper-excitabilité musculaire et nerveuse anormale.
Les symptômes sont variés et incluent spasmes, tremblements, contractions, contractures, une hyperventilation entrainant une sensation d'étouffer et souvent un état anxieux. Les symptômes paraissent inappropriés ou disproportionnés par rapport à l'environnement.

## Terminologie
Le terme spasmophilie est le terme le plus utilisé pour la France et la Belgique.  
En anglais, on utilise plus le terme hyperventilation syndrome, mais peuvent être également utilisé les termes latent tetany, spasmophilia, cryptotetany, central neuronal hyper excitability syndrome (NHS).  
Le syndrome d'hyperventilation étant présent avec ou sans attaques de panique.[réf. souhaitée]
La spasmophilie est classée dans les troubles panique.
Il n'est pas identifié en tant que tel dans les classifications médicales.

## Symptômes
Les symptômes habituellement rattachés à la spasmophilie sont directement en rapport avec l'hyperexcitabilité neuro-musculaire.

### Expression musculaire
Des symptômes à expression musculaire peuvent être observés :
- crampes, fourmillements dans les jambes, les bras, les mains et le visage ;
- contractures des masséters avec difficultés à ouvrir la bouche ;
- fasciculations des paupières et de différents groupes musculaires ;
- crispations, contractures
  - au niveau de la main elles réalisent l'aspect d'une main d'accoucheur [13]; voir aussi Signe de Trousseau
  - stimulation du nerf facial : test de Signe de Chvostek
- douleurs musculaires erratiques.

### Symptômes
Symptômes pouvant être observés :
- « boule » dans la gorge, gorge serrée ou sensation d'étouffement, troubles de déglutition à vide, aussi appelés dysphagie haute ;
- brûlures digestives, crampes à l'estomac, nausées ;
- véritables vertiges rotatoires ;
- spasmes intestinaux, colites et ballonnements ;
- contractions de l'utérus, douleurs prémenstruelles importantes ;
- picotements au niveau des doigts, des lèvres, des gencives, des paupières, du visage (paresthésies) ;
- sensations de perte de connaissance, sans réelle perte de connaissance, impressions vertigineuses ;
- impossibilité de réfléchir, impression plus ou moins constante d'être dans le « brouillard », problèmes de mémoire ;
- sensation de chaleur ou de froid, frissons, tremblements ;
- oppression thoracique ;
- migraines, céphalées ;
- difficultés à respirer, gêne respiratoire, sensation de "soif d'air" ;
- troubles visuels et auditifs ;
- douleurs thoraciques ;
- variabilité tensionnelle ;
- difficulté ou impossibilité de marcher ;
- troubles du sommeil ;
- claustrophobie, agoraphobie, concomitantes avec une crise d'hyperventilation ;
- fatigabilité accrue ;
- tachycardie, extrasystoles, éréthisme cardiaque ;
- troubles de l'humeur ;
- et tous symptômes anxiodépressifs.

Ces symptômes ne sont pas spécifiques et peuvent correspondre à de nombreuses pathologies : anémie, carence martiale ou carence en sélénium (qui est grave, mais reste rare), pathologies thyroïdiennes (hyperthyroïdie notamment), embolie pulmonaire ou encore sclérose en plaques.

## Causes possibles

### Magnésium
Dans une étude, un tiers des patients atteints de spasmophilie avaient « [...] une maladie pulmonaire subtile mais certaine » qui les avait incités à respirer trop fréquemment ou trop profondément.
Le dosage du magnésium sérique est inutile car l'interprétation des niveaux de magnésium est difficile, et le magnésium sérique est un index inexact n'ayant pas toujours de relation avec la positivité de l'électromyogramme.  
Le magnésium sérique ne reflète pas le magnésium intracellulaire, le magnésium intracellulaire constituant plus de 99% du magnésium corporel total, la plupart des cas de carence en magnésium ne sont pas diagnostiquées.  
Des études ont montré que la spasmophilie est liée à une déficience en magnésium,,,,,,,. 
Une étude de 2017 indique que la base pathophysiologique de la spasmophilie est souvent une déficience en magnésium. Une autre étude de 1997 l'indique également.
L'iode peut avoir des effets sur les niveaux de magnésium.
Une étude indique qu'un tiers des spasmophiles ont un prolapsus de valve mitrale,, le déficit magnésique chronique engendrant le prolapsus de valve mitrale.
Le magnésium intracellulaire serait bas. Une carence prolongée de magnésium entraînerait une hypocalcémie.

### Calcium
Des anormalités du métabolisme du calcium dans la spasmophilie ont été rapportées,,,.

### Aspect psychologique
Il n'est pas clair que les symptômes psychologiques soient une cause ou une conséquence. Certains avancent qu'une  réaction excessive au stress pourrait conduire à l'épuisement du magnésium,. D'autres avancent que l'anxiété peut être induite biochimiquement, et que les spasmophiles ne souffrent pas simplement de problèmes psychiques, mais bien d'un dérèglement de l'organisme (au niveau du magnésium et calcium).

### Troubles du sommeil
Des troubles du sommeil pourraient conduire à l'épuisement du magnésium. Cependant, un traitement alterné en calcium et vitamine D a été reconnu très efficace (sédatifs) pour revenir à un sommeil normal. 

### Autres
Une étude a trouvé que 77% des gens qui ont le syndrome du nez vide font de la spasmophilie (hyperventilation syndrome). Le syndrome du nez vide pouvant être causé par diverses chirurgies du nez par exemple : cautérisation, turbinectomie, turbinoplastie, etc. 
Plusieurs théories existent:  théories calcique (déficit en calcium), magnésique (déficit en magnésium), neurogène, adrénergique, psychogène; mais aucune ne fait consensus en 2003. 
Bien souvent, on trouve un problème d'oreille interne qui est à l'origine du déclenchement de la spasmophilie[réf. souhaitée]
Les manifestations cliniques de la spasmophilie peuvent être reliées à certains troubles de la personnalité, notamment histrionique ou borderline, au syndrome de stress post-traumatique ou encore à la dépendance affective[réf. souhaitée]

## Physiopathologie
La spasmophilie comporte une dystonie neurovégétative de type amphotonique (avec des prédominances individuelles vagotoniques ou sympathicotoniques).

### Signes
Le signe de Trousseau (main d'accoucheuse) et le signe de Chvostek (dans le cas de la spasmophilie le signe de Chovstek, d'origine métabolique, ne doit pas être associé à un TOC) peuvent être utilisés pour diagnostiquer une tétanie latente ,.
L'électromyogramme est positif,,. L'électrocardiographie est normale. Une étude de 2017 propose d'utiliser l'électromyogramme pour diagnostiquer la spasmophilie.
Aucune anormalité organique n'est trouvée pour expliquer l'hyperventilation. Les crises de tétanie liées à la spasmophilie sont localisées principalement sur les muscles lisses ou muscles plats (intercostaux, veines, yeux, tympans...)

### Hyperventilation
L'hyperventilation provoque l'alcalose respiratoire (alcalose métabolique en compensation). Lors d'un stress insuffisamment géré, un individu est susceptible de voir sa fréquence respiratoire augmenter. Ceci correspond à une préparation à la fuite provoquée par la libération d'adrénaline lors d'un danger. En effet l'hyperventilation permet de lutter contre le manque d'oxygène et la production musculaire d'acide lactique, lors de l'exercice physique intense. Lors de l'hyperventilation, il se produit un gain net de dioxygène, que l'organisme tolérera parfaitement. Par contre, la perte nette de dioxyde de carbone provoquera une baisse de la pression partielle de dioxyde de carbone plasmatique. Le dioxyde de carbone constituant une des voies d'évacuation des charges acides (par le système tampon CO2/HCO3−), une perte d'acidité provoque un gain de base, c'est l'alcalose, ici d'origine respiratoire.
À noter que le CO2 est plus rapidement mobilisable à travers la barrière hémato-encéphalique que les ions HCO3− et H+. De ce fait, les conséquences cliniques se portent plus rapidement et préférentiellement sur un champ clinique neurologique.
S'il se produit une alcalose, la concentration plasmatique en ion H+ (notée [H+]) diminue, donc celle en ion potassium (notée [K+]) diminue par transfert intracellulaire (pompes échangeuses H+/K+ tentant de compenser l'alcalose). Un certain temps est cependant nécessaire pour que la kaliémie se modifie, c'est sans doute pourquoi la symptomatologie cardiaque à type de palpitations semble retardée.

## Traitement
Le bénéfice d'injections de magnésium a été rapporté,,.  
L'injection de chlorure ou de sulfate de magnésium au moment de la crise est prescrit par certains médecins,, mais il y a un vide d'études scientifiques concernant cette pratique, et il y a un risque rare d'hypermagnésémie, et aucune validation officielle de cette pratique en 2009. 
Des compléments à base de calcium et magnésium en cure régulière peuvent aider,.  Le calcium peut être apporté par voie buccale ou intraveineuse,,. Le corps humain ayant besoin de 6 mg de magnésium par kilo de poids par jour, sachant que les phytates rendent inassimilables le magnésium. 
Le calcium inhibant l'absorption du magnésium, la prise de compléments alimentaires de calcium peut entrainer une carence en magnésium. Une augmentation de l'apport alimentaire de calcium et phosphore entraîne une augmentation des besoins de magnésium, et peut aggraver une carence en magnésium. 
Des anxiolytiques peuvent être prescrits, mais cela ne résout pas les troubles du métabolisme responsables des crises d'angoisse. 
L'administration de sels de magnésium a montré des effets positifs sur la spasmophilie ,,. 
Une étude de 2017 portant sur 228 patients a montré 80% de régression des plaintes après 3 mois de traitement avec du magnésium et du calcium; et un anxiolytique ajouté seulement pour les personnes avec un trouble du sommeil (13% des patients) et de l'humeur (24%  des patients).
Une étude de 1990 indique qu'un traitement avec de la vitamine D et du calcium a amélioré l'état des patients. Un traitement alterné de calcium et de vitamine D peut être notoirement bénéfique, le métabolisme calcique étant fortement imbriqué au métabolisme du cholécalciférol (vitamine D3) élaboré au stade du nourrisson par allaitement. Il convient toutefois de bien prévenir sous contrôle médical les risques majeurs induits par une hypercalcémie.

## Prévalence
En 2017, la spasmophilie reste rarement diagnostiquée. 
2% de la population française serait spasmophile .
La spasmophilie est plus fréquente chez la femme que chez l’homme, elles sont 1,5 à 2 fois plus touchées que les hommes.
La spasmophilie est présente surtout chez la femme jeune.
Le risque qu'un homme ait ce syndrome est de 1%.[réf. souhaitée]

## Spasmophilie et société
Comme en témoignent les nombreuses publications au cours des années 1980, l'intérêt pour la spasmophilie a alors été largement stimulé par les médias, celle-ci étant présentée comme une nouvelle « maladie du siècle ».

### Filmographie
- La spasmophilie, film documentaire de Gérard Milhaud (auteur) et Jean-Loup Berger (réalisateur), présenté par le Conseil de l'Ordre des médecins, Université Audio-visuel/École normale supérieure de Saint-Cloud, 1982, 26 minutes (VHS)